# District d'Ocú
Le district d'Ocú est l'une des divisions qui composent la province de Herrera, au Panama. En 2010, le district comptait avec 15 539 habitants.

## Démographie
La population d'Ocú est composée principalement de mestizos, descendants blancs (directs et indirects) d'Espagnols, et au début du vingtième siècle sont arrivées les premières familles d'origine chinoise qui est la minorité et, selon le recensement de 2010 est composé d'un total de 15 539 habitants.

## Gouvernement et politique
Le district d'Ocú a un gouvernement municipal dirigé par un maire et huit représentants du corregimiento. Élu au suffrage universel le même jour d'élection dans toute la République du Panama. Son maire actuel est Maestro Wilfredo Pimentel (2020-2025).

## Division politico-administrative
Elle est composée de huit corregimientos :
- Ocú
- Cerro Largo
- Los Llanos
- Llano Grande
- Peñas Chatas
- El Tijera
- Menchaca
- Entradero del Castillo

## Crédit d'auteurs
- (es) Cet article est partiellement ou en totalité issu de l’article de Wikipédia en espagnol intitulé « Distrito de Ocú » (voir la liste des auteurs).